# Brothers in Arms (Computerspielreihe)
Brothers in Arms (engl. für ‚Waffenbrüder‘) ist eine Videospiel-Reihe des US-amerikanischen Entwicklerstudios Gearbox Software und französischen Publishers Ubisoft, die bisher aus drei Spielen und mehreren Ablegern besteht und zum Genre der Ego-Shooter zählt, das Gameplay jedoch um taktische Elemente erweitert. Mit Brothers in Arms: Hell’s Highway erschien 2008 der bislang letzte Teil der regulären Serie.

## Hauptreihe

### Brothers in Arms: Road to Hill 30
Brothers in Arms: Road to Hill 30 erschien am 1. März 2005 für Xbox und am 15. März für PlayStation 2 und Microsoft Windows. Dem Entwickler Gearbox Software war die Authentizität besonders wichtig. Um diese zu gewährleisten, wurden militärische Berater in den Entwicklungsprozess integriert. Folglich ist das Spiel taktischer als seine Genrekonkurrenten.
Das Spiel erhielt durch die USK keine Jugendfreigabe und darf daher nur an Personen ab 18 Jahren verkauft werden.
In Brothers in Arms: Road to Hill 30 steuert man Sergeant Matthew Baker, der im 502. Fallschirmjägerregiment der 101. US-Luftlandedivision während des D-Days im Zweiten Weltkrieg dient und eine Einheit der Fox-Kompanie befehligt.
Im Spiel gibt es zwei Teams: das Angriffs-Team und das Feuer-Team. Die Teams sind dazu gedacht, dass man die Gegner mit dem Feuer-Team mit Sperrfeuer belegt, um dann mit dem Angriffs-Team die Gegner über die Flanken angreifen zu können. Jedes Team besteht aus bis zu drei KI-gesteuerten Kameraden oder einem Panzer.
Dem Spieler sowie den Gegnern und Verbündeten stehen diverse US-amerikanische und deutsche Waffen von der Pistole über Maschinenpistolen wie beispielsweise der Thompson oder der MP 40 bis hin zu Granaten zur Verfügung. Außerdem kommen in einigen Missionen auch Panzer, Sturmgeschütze und Panzerabwehrkanonen vor. Es gibt verschiedene gegnerische Einheiten, so zum Beispiel schlecht ausgebildete und ausgerüstete Wehrpflichtige und gut ausgebildete und ausgerüstete Fallschirmjäger.
 Bewertungen in Spielezeitschriften 
- PC PowerPlay 04/05: 81 %
- PC Games 05/05: 81 %
- PC Action 05/05: 82 %
- GameStar 05/05: 81 %

### Brothers in Arms: Earned in Blood
Der Nachfolger Brothers in Arms: Earned in Blood wurde nur sieben Monate später, im Oktober 2005, von Ubisoft für Microsoft Windows und Xbox veröffentlicht. Es ließ dem Spieler größere taktische Freiheiten als sein Vorgänger, da die Karten größer und die Wege zahlreicher wurden.
Es wurde auch ein neuer Spielmodus, der Skirmish Mode, hinzugefügt. Hier müssen sowohl auf alliierter als auch auf deutscher Seite verschiedene Aufträge ausgeführt werden.
Das Spiel folgt der Geschichte von Corporal Joe „Red“ Hartsock, der als einer von tausenden Fallschirmjägern am D-Day in der Normandie landet. Cpl. Hartsock kam bereits in Road to Hill 30 vor, wo er ein Mitglied von Sergeant Bakers Gruppe war und vom Spieler befehligt werden konnte.
Während die Spiel-Engine im Vergleich zum Vorgänger relativ unverändert blieb, wurde die künstliche Intelligenz stark verbessert.
Brothers in Arms: Earned in Blood ist durch das Service Pack 1 für Vista auch auf Microsoft Windows Vista lauffähig. Microsoft Windows 7 wird offiziell nicht unterstützt, daher kann die Lauffähigkeit nicht gewährleistet werden.
 Bewertungen von Spieletestern 
- GameStar: 82 %
- 4players: 85 %
- PC Games: 80 %
- Gameswelt: 85 %
- spieletipps: 83 %

### Brothers in Arms: Hell’s Highway
Der dritte Teil der Brothers-in-Arms-Reihe ist am 7. Oktober 2008 für Microsoft Windows, Xbox 360 und die PlayStation 3 erschienen. Das Spiel führt die Geschichte von Sgt. Matt Baker und Sgt. Hartsock weiter. So kann man unter anderem die Operation Market Garden nachspielen, in der man den berüchtigten Hell’s Highway passieren muss. Die Grafik wurde auf aktuelles Niveau angepasst und das Spiel durch einige Verbesserungen ergänzt. Daher benötigt die Windows-Version des Programms eine Grafikkarte mit Pixel-Shader 3.0 und nutzt nun optional die PhysX-Physik-Engine, wodurch auch entsprechende Physikbeschleuniger unterstützt werden. Anders als in den beiden Vorgängern ist man nun in der Lage, in Deckung zu gehen und dann in der Third-Person-Ansicht weiterzuspielen. Die KI der Teamkollegen wurde verbessert und durch einige neue Verhaltensweisen erweitert (z. B. Patrouillieren oder Tarnen). Zudem kann man noch weitere Einheiten kommandieren, z. B. Maschinengewehr- oder Bazookatrupps.
Im Gegensatz zur englischen Fassung des Spiels wurden in der deutschen Version einige Schnitte vorgenommen. So wurde unter anderem jegliche Darstellung von Blut, aber auch eine in der internationalen Fassung sporadisch auftretende Zeitlupenansicht bei Kopfschüssen und Explosionen entfernt. Auch einige Videosequenzen wurden geändert und bestimmte Elemente in der Umgebung, zum Beispiel eine in einer Scheune erhängte Frau, wurden aus der deutschen Fassung entfernt. Außerdem fehlen in der deutschen Version die teils sehr blutigen Splatter-Elemente.
Bewertungen von Spieletestern:
- GameStar: 87
- GamePro: 75 %
- GamersPLUS: 84 %
- Games Aktuell: 8/10
- PC Action: 83 %
- play³: 81 %

## Ableger

### Brothers in Arms DS
Mitte 2007 kam auch ein Brothers-in-Arms-Spiel für den Nintendo DS heraus. Brothers in Arms DS ist von der Story her genau so wie auf dem Brothers in Arms: D-Day für die PlayStation Portable. Nur hier war die Steuerung ganz anders. Die Knöpfe werden kaum betätigt. Nachladen und Granaten werfen, alles wird über den Touchscreen gesteuert. Das Spiel ist auch einer der ersten Ego-Shooter für den Nintendo DS. Die USK und PEGI gaben es beide mit der Einstufung 16+ frei. Brothers in Arms DS wurde von Spieletipps mit 71 % bewertet. Dennoch verkaufte es sich über 800.000 mal.

### Brothers in Arms: Double Time
Die Wii-Version erschien am 2. Oktober 2008. Hier schlüpft der Spieler erst in die Rolle von Sergeant Baker und anschließend in die Joe Hartsocks. Der Wii-Titel kombiniert somit die Storys der ersten beiden Brother-in-Arms-Teile. Diese Version wartet mit über 30 Missionen auf, deren Ziel es auch hier ist, seine Gegner zu finden, zu fixieren und abschließend zu flankieren. Hierbei übernimmt der Spieler die Befehlsgewalt über die eigenen Einheiten und gibt ihnen sogleich die zu eliminierenden Ziele auf.
Anscheinend wurde diese Version technisch nicht in gewohnter Weise umgesetzt. Der Spieler muss sich mit einer schwankenden, teilweise sehr niedrigen Bildrate, träger Steuerung, unscharfen Konturen und Aussetzern bei der KI zufriedengeben. Auf einen Multiplayer- bzw. einen Online-Modus wurde verzichtet.
Positiv zu erwähnen sind die guten Soundeffekte sowie die historische Authentizität als auch das Leveldesign.
Dementsprechend urteilten auch die folgenden Spieletester:
 Bewertungen von Spieletestern 
- Wii Magazin 07/08: 50 %
- N-Zone 12/08: 38 %
- GBase 05/05: 4 von 10 Punkten
- M! Games 12/08: 65 %
- NintendoWiiX 11/08: 6,7 von 10 Punkten

### Brothers in Arms: D-Day
Als Matt Baker und Joe Hartsock führt man die Screaming Eagles der 101. Luftlandedivision am D-Day in die Schlacht. Dieses Spiel aus der Reihe ist am 5. Dezember 2006 ausschließlich für PlayStation Portable erschienen. Das Spiel ist ein Mix aus den beiden Vorgängern Road to Hill 30 und Earned in Blood, so dass man abwechselnd in die Rollen der beiden Hauptpersonen schlüpft. Es wurde grafisch wie auch spielerisch kaum etwas verändert. Die Steuerung des Spiels wurde kritisiert. So schrieb zum Beispiel die Zeitschrift GamePro im Fazit: „Netter Weltkriegsshooter mit interessanten Taktik-Einlagen. Allerdings ist die Steuerung euer größter Feind im Kriegsgebiet.“ Die Zeitschrift bewertete das Spiel insgesamt mit 75 %.

## Spielereihe für Mobilgeräte
Seit 2008 veröffentlicht Gameloft die Reihe exklusiv für Mobilgeräte. Rechteinhaber Gearbox ist Lizenzgeber, jedoch nicht in die Entwicklung involviert. Die mobilen Titel gehören nicht zur regulären Serie.

### Brothers in Arms
Gameloft veröffentlichte am 14. Juli 2008 Brothers in Arms für Nokia N-Gage. Der Third-Person-Shooter ist eine Portierung von Brothers in Arms DS auf die mobile Nokia-Spielekonsole.

### Brothers in Arms: Art of War
Brothers in Arms: Art of War erschien am 11. März 2008 für Java Platform, Micro Edition. Das Spiel ist ein Top-Down Shooter mit 13 Missionen, die auf historischen Ereignissen basieren.

### Brothers in Arms: Hour of Heroes
Brothers in Arms: Hour of Heroes erschien am 23. November 2008 für Apple iOS und Android. Auch hier schlüpft man in die Rolle eines (namenlosen) Soldaten, der in drei Missionen (D-Day in der Normandie, Wüstenkrieg in Tunesien, Ardennenschlacht) eingesetzt wird. Die relativ simplen Steuerungsmöglichkeiten durch den Touchscreen erforderten einige Modifikationen, vor allem in der Wirklichkeitsnähe der Waffen- und Fahrzeugsteuerung. Die Altersfreigabe wurde auf 12+ festgesetzt.

### Brothers in Arms 2: Global Front
Brothers in Arms 2: Global Front erschien am 22. Februar 2010 ausschließlich als Download für Mobilgeräte mit iOS- und Android-Betriebssystem. Die Grundversion ist gratis; für Android-Geräte gibt es zusätzlich eine Vollversion, die man aber nur im Wap-Shop von Gameloft erwerben kann. In dieser Version kann der Spieler im Gegensatz zur Gratisversion sprinten, sich in der Third-Person-Ansicht hinter Mauern und ähnlichem verstecken sowie sich ducken. Der Spieler schlüpft in die Rolle von Corporal David Wilson, der im Pazifikkrieg ab 1942 kämpft. Das Gameplay wurde gegenüber der Vorgängerversion stark verbessert, auch ein Multiplayermodus ist jetzt verfügbar. Die Altersfreigabe wurde wiederum auf 12+ festgesetzt.

### Brothers in Arms 3: Sons of War
Brothers in Arms 3: Sons of War erschien im Dezember 2014. Neben iOS und Android wird das Spiel nun erstmals auch für Windows Phone angeboten.

## Zukunft
2011 kündigte Gearbox mit Brothers in Arms: Furious 4 ein Spin-off zur Serie an, das als Koop-Shooter ausgelegt war und sich an Filmen wie Inglourious Basterds orientiert. Aufgrund der negativen Resonanz auf das Projekt wurde die Entwicklung eingestellt. 2017 deutete Gearbox die Entwicklung eines vierten Teils an. Auf der E3 2017 gab Studiochef Pitchford bekannt, dass der Nachfolger nicht mehr in Zusammenarbeit mit Ubisoft entsteht, sondern über das hauseigene Label Gearbox Publishing erscheinen wird.